# Angraecum reygaertii
Angraecum reygaertii är en orkidéart som beskrevs av De Wild. Angraecum reygaertii ingår i släktet Angraecum och familjen orkidéer. Inga underarter finns listade i Catalogue of Life.